# Eupelmus urozonus
Eupelmus urozonus Dalman, 1820, è un insetto parassitoide polifago della famiglia degli Eupelmidae (Hymenoptera: Chalcidoidea, sottofamiglia Eupelminae). Nelle regioni del Mar Mediterraneo è uno dei più importanti agenti naturali di controllo della mosca delle olive.

## Morfologia

### Femmina
La femmina dell'E. urozonus ha un corpo lungo da 2,5 a 5 mm, slanciato, con torace e addome allungati. La colorazione varia secondo la regione del corpo: le antenne sono nerastre, il capo verde-bluastro, il torace e l'addome hanno riflessi sul verde e sul rame. Le zampe sono chiare, variabili dal giallo al bianco, con tonalità gialle più scure sui femori e sulle tibie. La parte visibile della terebra è biancastra nella porzione intermedia e nerastra alla base e all'apice. Le ali sono incolori.
Le antenne sono composte da 13 articoli: scapo, pedicello, anello (un articolo), funicolo (sette articoli) e clava (tre articoli). L'anello è isodiametrico, la clava è breve e affusolata, con un diametro poco più grande rispetto agli articoli del funicolo.
Il torace mostra i caratteri tipici degli Eupelmidi. In particolare si evidenziano mesopleure ben sviluppate in lunghezza ed altezza e convesse, prive di solchi e, quindi, indivise. Il mesoscuto ha un profilo concavo. Fra l'episterno e le coxe è presente una regione membranosa.
Le zampe sono robuste e, come in tutti gli Eupelminae, sono particolarmente sviluppati i segmenti di quelle mesotoraciche, usate da questi insetti per spiccare il salto. All'estremità distale delle tibie mesotoraciche è presente un robusto sperone, mentre in quelle metatoraciche lo sperone è ridotto. I tarsi sono formati da 5 articoli.
Le ali sono ben sviluppate. Quelle anteriori hanno la vena marginale lunga circa un terzo della lunghezza dell'ala. La vena postmarginale è ridotta, lunga circa un quarto di quella marginale e appena più lunga della vena stigmale.
L'addome è subsessile, con peziolo molto ridotto in lunghezza. Il gastro, poco più lungo del torace, appare alla vista dorsale cilindrico e affusolato ai due estremi. La terebra è sporgente per una lunghezza pari a circa un terzo del gastro.

### Maschio
Il maschio ha caratteri morfologici meno distinti rispetto agli altri Calcidoidi. È più piccolo della femmina, con corpo lungo 1,5–3 mm, con torace più scuro e addome nerastro. Gli antennomeri del funicolo sono più lunghi rispetto a quelli della femmina.

## Biologia
La larva dell'Eupelmus urozonus è in genere ectoparassita primaria e solitaria, a spese di numerose specie fitofaghe, in genere minatrici o galligene. Può comportarsi frequentemente anche come iperparassita a spese per lo più di endoparassiti che attaccano l'ospite primario (Braconidi o altri Calcidoidi). Quando attacca le pupe di Ditteri si comporta apparentemente da endofaga in quanto si sviluppa all'interno del pupario dell'ospite (ma all'esterno della pupa).
Lo sviluppo postembrionale passa attraverso 5 stadi larvali e uno di pupa.
L'Eupelmus urozonus è estremamente polifago. Fra gli ospiti primari fitofagi sono segnalati diversi Coleotteri (Scolitidi, Curculionidi, Bruchidi, ecc.), Ditteri (Agromizidi, Cecidomidi, Tefritidi), Imenotteri (Cinipidi, Tentredinidi, Calcidoidi fitofagi, ecc.), Lepidotteri (Tortricidi e varie altre famiglie), Rincoti (Coccidi, Diaspini, Afidi). Fra gli ospiti primari entomofagi è segnalato anche il Coleottero predatore Chilocorus bipustulatus.
Fra gli ospiti secondari parassitoidi sono segnalati soprattutto Ditteri Tachinidi e Imenotteri Icneumonidi, Braconidi e, soprattutto, Calcidoidei.
Ai fini ecologici è segnalato un elevato numero di specie vegetali associate, sia erbacee sia legnose, da cui l'importanza della tutela della biodiversità per permettere la conservazione di questo parassitoide.
In Italia compie diverse generazioni l'anno a spese di vari ospiti. La durata di una generazione varia secondo la stagione. A 20 °C un ciclo di sviluppo si completa in un mese circa. Un quadro generale degli ospiti primari dell'E. urozonus accertati in Italia e delle relative piante associate è riassunto nella seguente tabella:
| Ordine      | Famiglia      | Specie                           | Nome comune               | Pianta associata        |
| ----------- | ------------- | -------------------------------- | ------------------------- | ----------------------- |
| Coleoptera  | Bruchidae     | Bruchus sp., Acanthoscelides sp. | Tonchio                   | Leguminose              |
| Coleoptera  | Scolytidae    | Varie                            | Scolitidi                 | Varie                   |
| Coleoptera  | Scolytidae    | Phloeotribus scarabeoides        | Fleotribo dell'olivo      | Olivo                   |
| Coleoptera  | Scolytidae    | Scolytus amygdali                | Scolitide del mandorlo    | Mandorlo                |
| Diptera     | Agromyzidae   | Varie                            | Mosche minatrici          | Varie                   |
| Diptera     | Cecidomyiidae | Dryomyia lichtensteini           | Cecidomia del leccio      | Querce                  |
| Diptera     | Cecidomyiidae | Mikiola fagi                     | Cecidomia del faggio      | Faggio                  |
| Diptera     | Cecidomyiidae | Dasineura gleditchiae            |                           | Gleditschia triacanthos |
| Diptera     | Tephritidae   | Bactrocera oleae                 | Mosca dell'olivo          | Olivo                   |
| Diptera     | Tephritidae   | Myopites stylata                 |                           | Inula                   |
| Hymenoptera | Cynipidae     | Varie                            | Cinipedi                  | Varie                   |
| Hymenoptera | Diprionidae   | Varie                            | Diprionidi                | Conifere                |
| Lepidoptera | Lasiocampidae | Dendrolimus pini                 | Bombice del pino          | Pini                    |
| Lepidoptera | Pieridae      | Aporia crataegi                  | Pieride del biancospino   | Biancospino             |
| Lepidoptera | Pyralidae     | Etiella zinckenella              | Piralide delle leguminose | Leguminose              |
| Lepidoptera | Tortricidae   | Cydia pomonella                  | Carpocapsa del melo       | Melo, Pero              |
| Lepidoptera | Tortricidae   | Cydia funebrana                  | Cidia del susino          | Susino                  |
| Lepidoptera | Tortricidae   | Eupoecilia ambiguella            | Tignola della vite        | Vite                    |
| Lepidoptera | Tortricidae   | Lobesia botrana                  | Tignoletta della vite     | Vite                    |
| Lepidoptera | Tortricidae   | Sparganothis pilleriana          | Tortrice della vite       | Vite                    |
| Lepidoptera | Yponomeutidae | Prays oleae                      | Tignola dell'olivo        | Olivo                   |

Grazie alla loro polifagìa, le larve dell'Eupelmus possono essere allevate usando come ospite di sostituzione la Ceratitis capitata (mosca mediterranea della frutta). Questa specie, tuttavia, non è interessata da programmi di allevamento nell'ambito di piani di lotta biologica indirizzati verso uno specifico fitofago, probabilmente per la sua polifagìa, che la rende poco affidabile, in quanto parassitoide facoltativo, .

### Attività biologica suBactrocera oleae
Durante l'estate, fino all'inizio dell'autunno, è piuttosto attivo sulla Bactrocera oleae (mosca delle olive), di cui rappresenta uno dei più importanti agenti biologici di controllo, svolgendo 2-3 generazioni associate a questa specie. In genere l'attività si svolge a spese della larva, più raramente è attaccata la pupa. In autunno l'attività dell'Eupelmus sulla mosca dell'olivo diminuisce. Il motivo di questo comportamento non è certo, in quanto potrebbe essere imputato all'ingresso nella fase svernante oppure semplicemente allo spostamento su altri ospiti preferiti.
Fra gli ospiti alternativi che entrano in competizione con la Bactrocera oleae si segnala un altro Dittero Tefritide, la Myopites stylata. Questa mosca è un fitofago galligeno che si sviluppa sui fiori dell'Inula viscosa producendo galle che una volta essiccate ne permettono lo svernamento. A partire dal mese di settembre e per tutto ottobre, l'eupelmide si sposta dalla mosca delle olive alle galle provocate dalla Myopites sull'inula, nelle quali in genere sverna fino alla primavera successiva.
Come iperparassita rappresenta anche uno dei più attivi antagonisti dell'Opius concolor (Hymenoptera Braconidae), contribuendo ai frequenti insuccessi dei lanci di questo parassitoide in lotta biologica. Altri importanti parassitoidi associati alla mosca delle olive e sfruttati come ospiti secondari sono Pnigalio mediterraneus e Eurytoma martellii, entrambi Calcidoidi ectoparassiti.

## Distribuzione
Si presuma che la specie sia diffusa in tutte le regioni temperate del pianeta.
La sua presenza è segnalata in Nordamerica (Stati Uniti d'America), in tutta l'Europa (dal Mediterraneo alla Scandinavia e alla Russia), nel Nord Africa, in tutta l'Asia (dal Medio Oriente al Giappone, dall'India all'Asia centrale, in Oceania (Australia meridionale).
La letteratura non cita la presenza in Sudamerica e in Sudafrica. Va tuttavia citata la presenza, in oliveti del Sudafrica, della specie Eupelmus spermophilus, molto simile all'urozonus, descritta da Filippo Silvestri.